# Uromastycinae
Uromastycinae is een onderfamilie van hagedissen uit de familie agamen (Agamidae).
De wetenschappelijke naam van de groep werd voor het eerst voorgesteld door William Theobald in 1868. Er zijn 18 soorten in twee geslachten. De hagedissen komen voor in delen van Afrika, Arabisch Schiereiland, Midden-Oosten en Azië.
| Naam en auteur         | Verspreidingsgebied | Aantal soorten | Voorbeeldsoort              | Afbeelding |
| ---------------------- | --- | -------------- | --------------------------- | ---------- |
| Saara Gray, 1845       | Azië, Midden-Oosten; Afghanistan, India, Iran, Irak, Pakistan | 3              | Indische doornstaartagame   |            |
| Uromastyx Merrem, 1820 | Afrika, Arabisch Schiereiland, Midden-Oosten, Azië; Algerije, Djibouti, Egypte, Eritrea, Ethiopië, Irak, Iran, Israël, Jemen, Jordanië, Libië, Mali, Mauritanië, Niger, Oman, Saoedi-Arabië, Soedan, Somalië, Syrië, Tsjaad en Westelijke Sahara | 15             | Afrikaanse doornstaartagame |            |